# Fatima Amiri
Fatima Amiri   (c. 2005) és una de les supervivents d'un atac suïcida a un centre d'ensenyament de Kabul, Afganistan, que va tenir lloc el 30 de setembre del 2022. Va quedar greument ferida, cega d'un ull i sorda d'una orella. Malgrat les ferides, una setmana després es va presentar a l'examen de la selectivitat aconseguint una de les notes més altes. Va ser nominada per la BBC com una de les 100 dones més inspiradores de l'any 2022.

## Atac del 2022
Fàtima Amiri és una de les supervivents d'un terrorista suïcida que va atacar un centre educatiu de Kabul. Va córrer sola a l'hospital més proper. Les seves ferides van ser molt greus i van provocar la pèrdua d'un ull i l'oïda d'una orella. A més, encara té metralla a parts de la cara i el dolor a la mandíbula li impedeix menjar bé.
Segons els metges, Fatima Amiri necessita una cirurgia delicada per treure la metralla que té a la cara, per reparar-li la mandíbula i restaurar el teixit intern de l'orella afectada. Haurà de viatjar a l'estranger per a les cirurgies i la família de la Fàtima és molt pobra, no té els diners per pagar el viatge de la noia.
El novembre de 2022, una parella afganesa que vivia a Virgínia, als Estats Units, va obrir un crowdfunding per al tractament de Fàtima i, en dues setmanes, va recaptar la quantitat necessària. Altres fonts informen que la recaptació de fons va ser creada per Farhad Darya i Musa Zafar. Entre altres campanyes per ajudar-la hi ha les de US Campaigners i The Omar Jan Mayaar Foundation. Han tingut problemes per enviar els diners a la família de Fàtima a causa de les sancions internacionals a l'Afganistan després que els talibans prenguessin el poder. A més, la majoria de les ambaixades a l'Afganistan estan tancades i el govern està restringint l'emissió de passaports.
Malgrat les dificultats, a principis de desembre de 2022, Fatima Amiri va arribar a Turquia per iniciar el seu tractament mèdic.

## Vida professional
Mentre es recuperava de les ferides causades per l'atac, encara a Kabul, Fatima Amiri va estudiar i es va presentar als exàmens universitaris nacionals. L'examen anomenat "Kankor" és altament competitiu i més de 100.000 estudiants han fet els exàmens el 2022. Va sortir molt bé als exàmens, amb 313 punts sobre 360 (85% correctes). Com que estava entre els 10 primers, pot escollir el curs i la universitat que vulgui: estudiarà informàtica a la Universitat de Kabul.
El seu somni és poder estudiar a l'estranger, perquè creu que si es queda a Kabul tornarà a passar aquest tipus de tragèdies i pot morir, perquè el seu grup religiós és atacat repetidament per grups de l'Estat Islàmic.
Va ser guardonada per la BBC com una de les 100 dones inspiradores del 2022.